# Meierskappel
Meierskappel é uma comuna da Suíça, no Cantão Lucerna, com cerca de 1.053 habitantes. Estende-se por uma área de 9,23 km², de densidade populacional de 114 hab/km². Confina com as seguintes comunas: Küssnacht am Rigi (SZ), Risch (ZG), Root, Udligenswil, Walchwil (ZG), Zugo (Zug) (ZG).
A língua oficial nesta comuna é o Alemão.